# Lassilanjoki
Lassilanjoki är ett vattendrag i Lavia och Norrmark i kommunen Björneborg i Finland.   Det ligger i landskapet Satakunta, i den sydvästra delen av landet, 220 km nordväst om huvudstaden Helsingfors. 
Ån rinner från sjön Karhijärvi i Lavia till sjön Inhottujärvi i Norrmark och är en del av Karvia ås (fi. Karvianjoki) avrinningsområde.